# Dolní Příbraní
Dolní Příbraní (též Dolní Příbrání, německy Unter-Sinetschlag) je zaniklá vesnice u Pohorské Vsi v okrese Český Krumlov. Stávala poblíž státní hranice s Rakouskem asi pět kilometrů jihozápadně od Pohorské Vsi. V katastrálním území Dolní Příbrani stojí také Janova Ves a stávaly zaniklé osady Horní Příbraní a Leopoldov.

## Název
Vesnice se původně nazývala německým jménem Zirnetschlag (Črňatova či Černětova paseka). České jméno bylo uměle vytvořeno v devatenáctém století ze spojení „při bráně“ do Rakouska. V historických pramenech se název objevuje ve tvarech: v Sienetschlagu (1541), Sinetslag (1553), Sinatšlag (1613), Zinetschlag (1720), Unter Zinetschlag (1789, 1841) a Příbraní Dolní (1870 a 1895).

## Historie
První písemná zmínka o vesnici pochází z roku 1541.  V roce 1921 v Dolním Přibbraní stálo 86 domů a žilo zde 527 obyvatel, z toho 8 Čechů a 527 Němců. V letech 1938 až 1945 bylo Dolní Přibraní v důsledku uzavření Mnichovské dohody přičleněno k nacistickému Německu.

## Přírodní poměry
Vesnice stávala v katastrálním území Dolní Příbraní s rozlohou 25,7965 km². Do území zasahují přírodní památky Horní Malše a Myslivna.

## Obyvatelstvo
|           | 1869 | 1880 | 1890 | 1900 | 1910 | 1921 | 1930 | 1950 |
| --------- | ---- | ---- | ---- | ---- | ---- | ---- | ---- | ---- |
| Obyvatelé | 203  | 196  | 207  | 201  | 186  | 177  | 176  | 4    |
| Domy      | 33   | 34   | 35   | 34   | 34   | 34   | 33   | 1    |

## Obecní správa
Dolní Příbraní bývalo při sčítání lidu v letech 1869–1910 pod názvem Dolní Sinetschlag samostatnou obcí v okrese Kaplice. Při sčítání v letech 1921–1930 se používal název Dolní Příbraní. V padesátých letech dvacátého století vesnice zanikla.